# オリヴィア (小惑星)
オリヴィア (835 Olivia) は小惑星帯に位置する小惑星である。ハイデルベルクのケーニッヒシュトゥール天文台でマックス・ヴォルフによって発見された。
名前の由来は不明である。